# Дикейтър (окръг, Индиана)
Окръг Дикейтър (на английски: Decatur County) е окръг в щата Индиана, Съединени американски щати. Площта му е 966 km², а населението е 26 472 души (1 април 2020). Административен център е град Грийнсбърг.